# Ministerie van Financiën (Finland)
Het ministerie van Financiën van Finland (Fins: valtiovarainministeriö; Zweeds: finansministeriet) is een overheidsinstelling in Finland. Het is er verantwoordelijk voor de financiële en fiscale onderwerpen van de overheid. Ook maakt het ieder jaar de rijksbegroting.
Toen Finland in 1809 een autonoom gebied van het Keizerrijk Rusland werd, werd de regeringsraad opgericht (vanaf 1816 de 'Finse Keizerlijke Senaat' genaamd). Deze bevatte een economische en een juridische afdeling. De economische afdeling was verdeeld in vijf departementen. Financiële affaires was hier een van. Enkele andere economische departementen waren het staatskasdepartement en het departement voor Militaire Zaken. Het departement voor Militaire Zaken werd in 1841 bij het departement voor financiële affaires gevoegd. Het staatskasdepartement werd in 1917 bij het departement voor Financiële Affaires gevoegd. Toen Finland in 1918 onafhankelijk werd, werd de economische afdeling van de Finse Keizerlijke Senaat de Finse regering. Het departement voor financiële affaires ging toen over in het ministerie van Financiën.
Sinds het aantreden van het Kabinet-Orpo op 20 juni 2023 is Riikka Purra er de minister van Financiën.